# Filchnerella sunanensis
Filchnerella sunanensis is een rechtvleugelig insect uit de familie Pamphagidae. De wetenschappelijke naam van deze soort is voor het eerst geldig gepubliceerd in 1982 door Liu.